# Allophorocera australis
Allophorocera australis är en tvåvingeart som först beskrevs av Daniel William Coquillett 1897.  Allophorocera australis ingår i släktet Allophorocera och familjen parasitflugor.
Artens utbredningsområde är Florida. Inga underarter finns listade i Catalogue of Life.